# Rhaeboctesis secundus
Rhaeboctesis secundus är en spindelart som beskrevs av Tucker 1920. Rhaeboctesis secundus ingår i släktet Rhaeboctesis och familjen månspindlar. Inga underarter finns listade i Catalogue of Life.